# The Spirit of Radio
"The Spirit of Radio" is een nummer van de Canadese band Rush. Het nummer werd uitgebracht op hun album Permanent Waves uit 1980. In maart van dat jaar werd het nummer uitgebracht als de eerste single van het album.

## Achtergrond
"The Spirit of Radio" is geschreven door alle leden van de band en geproduceerd door de band in samenwerking met Terry Brown. De titel van het nummer is geïnspireerd door de slogan van het radiostation CFNY-FM in Toronto. Aan het begin van de carrière van de band werd hun muziek voornamelijk gedraaid op CFNY en hadden zij grote moeite om gedraaid te worden op andere stations. De band schreef het nummer over dit radiostation, maar kon de naam van de zender niet direct noemen in de vrees dat andere zenders het nummer niet zouden draaien. In plaats daarvan besloten zij om het catalogusnummer 1021 te gebruiken voor het album Permanent Waves, een directe verwijzing naar de uitzendfrequentie van de zender, 102.1 FM. De tekst van het nummer is een klacht tegen de verandering van stijl van FM-omroepen vanuit een vrije vorm naar commerciële formats aan het eind van de jaren '70 van de twintigste eeuw.
Aan het eind van "The Spirit of Radio" experimenteert Rush met een reggaestijl. Deze muzieksoort zou op hun volgende drie albums, Moving Pictures, Signals en Grace Under Pressure verder worden ontdekt. De band experimenteerde al een tijdje met door reggae beïnvloedde gitaarriffs in de studio en bedachten een reggae-intro bij het nummer "Working Man" tijdens hun live-optredens. Hierdoor besloten de leden om een reggae-passage in te voegen in "The Spirit of Radio"; gitarist Alex Lifeson vertelde dat zij dit deden "om ons te laten lachen en een beetje lol te hebben".
Een promotionele single van "The Spirit of Radio" werd in december 1979 uitgebracht en in maart 1980 kwam het nummer uit als volwaardige single. Het werd een van de grootste hits van Rush met een 22e plaats in de hitlijsten in hun thuisland Canada als hoogste notering. In het Verenigd Koninkrijk kwam het zelfs tot plaats 13. In de Verenigde Staten was een 51e positie in de Billboard Hot 100 de hoogste notering van de single. In 1998 verscheen een liveversie van het nummer in de Mainstream Rock-lijst met een 27e plaats als hoogste notering. Het nummer is door de Rock and Roll Hall of Fame opgenomen in hun lijst "The Songs that Shaped Rock and Roll" en is een van de vijf nummers van de band die in 2010 werd opgenomen in de Canadian Songwriters Hall of Fame.

## NPO Radio 2 Top 2000
| Nummer met noteringen in de NPO Radio 2 Top 2000 | '16  | '17  | '18  | '19  | '20  | '21  | '22  | '23  | '24  |
| ------------------------------------------------ | ---- | ---- | ---- | ---- | ---- | ---- | ---- | ---- | ---- |
| The Spirit of Radio                              | 1291 | 1097 | 1342 | 1198 | 1158 | 1129 | 1089 | 1121 | 1165 |

1. ↑  Een vetgedrukt getal geeft de hoogste notering aan.
2. ↑  2016 was het eerste jaar met een notering voor dit nummer.